# Schreineria flavocollaris
Schreineria flavocollaris är en stekelart som beskrevs av Gupta 1983. Schreineria flavocollaris ingår i släktet Schreineria och familjen brokparasitsteklar. Inga underarter finns listade i Catalogue of Life.